# Herb powiatu opolskiego (opolskiego)
Herb powiatu opolskiego – jeden z symboli powiatu opolskiego, ustanowiony 5 września 2002.

## Wygląd i symbolika
Herb przedstawia na tarczy w polu błękitnym orzeł złoty z głową skierowaną w lewo. Kolory złoty i błękitny są barwami herbowymi Piastów śląskich. Złoty (żółty) orzeł jest symbolem siły i praworządności nawiązującej do heraldyki opolskiej linii Piastów.